# Francesco Imberti
Francesco Imberti (ur. 17 marca 1912 w Barge; zm. 3 października 2008 w Cavour) – włoski piłkarz, grający na pozycji napastnika.

## Kariera piłkarska
W 1929 rozpoczął karierę piłkarską w Torino FC. W sezonie 1931/32 znów bronił barw Val Pellice. Latem 1932 przeszedł do Juventusu, ale po roku wrócił do Torino. Od 1934 grał w klubach Lucchese, Biellese i Sanremese. W 1940 został piłkarzem Savony, gdzie zakończył karierę piłkarza w roku 1941.

## Sukcesy i odznaczenia

### Sukcesy piłkarskie
Juventus
- mistrz Włoch: 1932/33

Sanremese
- mistrz Serie C: 1936/37